# Paul Nurse
Paul Maxime Nurse FRS (Londres, Anglaterra 1949) és un bioquímic anglès guardonat amb el Premi Nobel de Medicina o Fisiologia l'any 2001.

## Biografia
Van néixer el 25 de gener de 1949 a la ciutat de Londres. Va estudiar bioquímica a la Universitat de Birmingham, on es va llicenciar el 1970, i el 1973 va realitzar el seu doctorat a la Universitat d'East Anglia a Norwich. El 1984 s'incorporà a l'Imperial Cancer Research Fund (ICRF), on va romandre fins al 1988, quan passà a dirigir el Departament de microbiologia de la Universitat d'Oxford. Després de la seva estada a Oxford, el 1993 tornà al ICRF com a Director d'Investigació fins que el 1996 fou nomenat Director General. L'any 2003 es convertí en president de la Universitat Rockefeller de Nova York, on continua realitzant la seva tasca científica.
Membre de la Royal Society des de 1989, ha estat nomenat membre extern de l'Acadèmia Nacional de Ciències dels Estats Units. El 1999 fou nomenat Cavaller per part de la reina Elisabet II del Regne Unit.

## Recerca científica
L'any 1976 inicià la seva recerca al voltant del cicle cel·lular, aconseguint identificar el gen Cdc2 del llevat Schizosaccharomyces pombe. Aquest gen controla la progressió del cicle cel·lular de la fase G1 a la fase S, així com la transició entre la fase G2 i la fase M o mitosi. L'any 1987 assolí identificar l'homòleg humà d'aquest gen, anomenat CDK1, responsable de la codificació de la cinasa dependent de ciclina (CDKS).
L'any 2001 fou guardonat amb el Premi Nobel de Medicina o Fisiologia, juntament amb Leland H. Hartwell i Tim Hunt, pels seus treballs sobre el cicle cel·lular.